# آنیتا موی
آنیتا موی (به انگلیسی Anita Mui Yim-fong) - (زاده ۱۰ اکتبر ۱۹۶۳ - درگذشته ۳۰ دسامبر ۲۰۰۳) - خواننده و بازیگر اهل هنگ کنگ بود.

## فیلم‌شناسی
| سال  | #  | عنوان                             | اسم چینی            | نقش                                    | Leading man       | مدیر                   |
| ---- | -- | --------------------------------- | ------------------- | -------------------------------------- | ----------------- | ---------------------- |
| ۱۹۸۳ | ۱  | جفت پرشور                         | 叔侄. 縮窒          | -                                      | -                 | -                      |
| ۱۹۸۳ | ۲  | Mad Mad 83                        | 瘋狂۸۳              | -                                      | -                 | Yuen Chor              |
| ۱۹۸۳ | ۳  | بیایید بخندیم                     | 表錯七日情          | Fong                                   | -                 | Alfred Cheung          |
| ۱۹۸۴ | ۴  | پشت خط زرد                        | 緣份                | Anita                                  | لسلی چونگ         | Taylor Wong            |
| ۱۹۸۵ | ۵  | خواننده موزیکال                   | 歌舞昇平            | Jannie Fong                            | راسل وونگ         | Dennis Yu              |
| ۱۹۸۵ | ۶  | الماس خوش شانس                    | 祝您好運            | -                                      | -                 | Yuen Cheung-Yan        |
| ۱۹۸۵ | ۷  | پلیس‌های جوان                      | 青春差館            | -                                      | تونی لیانگ        | -                      |
| ۱۹۸۶ | ۸  | چرا، چرا، به من بگو چرا؟          | 壞女孩              | -                                      | Anthony Chan      | -                      |
| ۱۹۸۶ | ۹  | مبارک دین دان                     | 歡樂叮噹            | Singer in Club                         | -                 | -                      |
| ۱۹۸۶ | ۱۰ | آخرین آهنگ در پاریس               | 偶然                | Anita Chou                             | لسلی چونگ         | Yuen Chor              |
| ۱۹۸۶ | ۱۱ | ۱۰۰ راه برای قتل همسرتان          | 殺妻二人組          | Fang                                   | Kenny Bee         | Kenny Bee              |
| ۱۹۸۶ | ۱۱ | ۱۰۰ راه برای قتل همسرتان          | 殺妻二人組          | Fang                                   | چو یون فات        | Kenny Bee              |
| ۱۹۸۶ | ۱۲ | آقای بو هفتم: بازرس شکلات         | 神探朱古力          | Chiao-Chiao                            | Michael Hui       | Philip Chan            |
| ۱۹۸۷ | ۱۳ | به شدت ترسناک                     | 小生夢驚魂          | Miss Mui                               | Miu Kiu Wai       | Chia Yung Liu          |
| ۱۹۸۷ | ۱۴ | بیگامیست مبارک                    | 一屋兩妻            | Park                                   | Anthony Chan      | Anthony Chan           |
| ۱۹۸۷ | ۱۴ | بیگامیست مبارک                    | 一屋兩妻            | Park                                   | Kenny Bee         | Anthony Chan           |
| ۱۹۸۷ | ۱۵ | زوج‌های مشکل ساز                   | 開心勿語            | Mui Tai-Heung                          | Eric Tsang        | Eric Tsang             |
| ۱۹۸۸ | ۱۶ | سرخ                               | 胭脂扣              | Fleur                                  | لسلی چونگ         | Stanley Kwan           |
| ۱۹۸۸ | ۱۷ | یک شوهر خیلی زیاد                 | 一妻兩夫            | Park                                   | Anthony Chan      | Anthony Chan           |
| ۱۹۸۸ | ۱۷ | یک شوهر خیلی زیاد                 | 一妻兩夫            | Park                                   | Kenny Bee         | Anthony Chan           |
| ۱۹۸۸ | ۱۸ | بزرگ‌ترین عاشق                     | 公子多情            | Anita                                  | چو یون فات        | Clarence Fok Yiu-leung |
| ۱۹۸۸ | ۱۹ | سه آرزو                           | 黑心鬼              | Mui Tsai-Fa, Mui Lan-Fa                | Anthony Chan      | Billy Chan             |
| ۱۹۸۹ | ۲۰ | معجزه                             | 奇蹟                | Luming Yang                            | جکی چان           | جکی چان                |
| ۱۹۸۹ | ۲۱ | فردای بهتر ۳: عشق و مرگ در سایگون | 英雄本色۳:夕陽之歌  | Chow Ying Kit                          | چو یون فات        | تسوی هارک              |
| ۱۹۸۹ | ۲۱ | فردای بهتر ۳: عشق و مرگ در سایگون | 英雄本色۳:夕陽之歌  | Chow Ying Kit                          | Tony Leung Ka Fai | تسوی هارک              |
| ۱۹۹۰ | ۲۲ | کد فورچون                         | 富貴兵團            | Jone                                   | سامو هونگ         | کنت چنگ                |
| ۱۹۹۰ | ۲۲ | کد فورچون                         | 富貴兵團            | Jone                                   | اندی لاو          | کنت چنگ                |
| ۱۹۹۰ | ۲۳ | یوشیکو کاواشیما                   | 川島芳子            | یوشیکو کاواشیما                        | اندی لاو          | Eddie Ling-Ching Fong  |
| ۱۹۹۰ | ۲۴ | شانگهای شانگهای                   | 亂世兒女            | Mary Sung Chia Pi                      | یوئن بیائو        | Teddy Robin Kwan       |
| ۱۹۹۰ | ۲۴ | شانگهای شانگهای                   | 亂世兒女            | Mary Sung Chia Pi                      | سامو هونگ         | Teddy Robin Kwan       |
| ۱۹۹۰ | ۲۴ | شانگهای شانگهای                   | 亂世兒女            | Mary Sung Chia Pi                      | George Lam        | Teddy Robin Kwan       |
| ۱۹۹۱ | ۲۵ | شرط‌بندی بالا                      | 賭霸                | -                                      | نگ مان-تات        | کری یوئن               |
| ۱۹۹۱ | ۲۵ | شرط‌بندی بالا                      | 賭霸                | -                                      | نگ مان-تات        | Jeffrey Lau            |
| ۱۹۹۱ | ۲۶ | خداحافظ عشق من                    | 何日君再來          | Mui Yee                                | Tony Leung Ka Fai | Tony Au                |
| ۱۹۹۱ | ۲۶ | خداحافظ عشق من                    | 何日君再來          | Mui Yee                                | Tony Leung Ka Fai | Kenneth Tsang          |
| ۱۹۹۱ | ۲۷ | ضیافت                             | 豪門夜宴            | Herself                                | Eric Tsang        | Alfred Cheung          |
| ۱۹۹۱ | ۲۷ | ضیافت                             | 豪門夜宴            | Herself                                | Eric Tsang        | Joe Cheung             |
| ۱۹۹۱ | ۲۷ | ضیافت                             | 豪門夜宴            | Herself                                | Eric Tsang        | Clifton Ko             |
| ۱۹۹۱ | ۲۷ | ضیافت                             | 豪門夜宴            | Herself                                | Eric Tsang        | تسوی هارک              |
| ۱۹۹۱ | ۲۸ | نجات دهنده روح                    | ۹۱神鵰俠侶          | Yiu May-kwan                           | اندی لاو          | David Lai              |
| ۱۹۹۱ | ۲۸ | نجات دهنده روح                    | ۹۱神鵰俠侶          | Yiu May-kwan                           | اندی لاو          | کری یوئن               |
| ۱۹۹۲ | ۲۹ | عدالت، پای من                     | 審死官              | Madam Sung                             | استفن چو          | جانی تو                |
| ۱۹۹۲ | ۳۰ | مبارزین ماه                       | 戰神傳說            | Yuet                                   | اندی لاو          | سامو هونگ              |
| ۱۹۹۳ | ۳۱ | مبارزه با بازگشت به مدرسه III     | 逃學威龍۳之龍過雞年 | Judy Tong Wong                         | استفن چو          | وانگ جینگ              |
| ۱۹۹۳ | ۳۲ | سه‌گانه قهرمان                     | 東方三俠            | Tung/Wonder Woman/Shadow Fox           | -                 | جانی تو                |
| ۱۹۹۳ | ۳۳ | راهب دیوانه                       | 濟公                | Goddess of Mercy                       | استفن چو          | جانی تو                |
| ۱۹۹۳ | ۳۴ | جرثقیل جادویی                     | 新仙鶴神針          | Pak Wan-Fai                            | تونی لیانگ        | Benny Chan             |
| ۱۹۹۳ | ۳۵ | جلادان                            | 現代豪俠傳          | Tung/Wonder Woman/Dorothy              | -                 | Ching Siu-Tung         |
| ۱۹۹۳ | ۳۵ | جلادان                            | 現代豪俠傳          | Tung/Wonder Woman/Dorothy              | -                 | جانی تو                |
| ۱۹۹۴ | ۳۶ | استاد مست ۲                       | 醉拳۲               | Wong Fei-Hung's Step-Mother            | جکی چان           | Lau Kar-Leung          |
| ۱۹۹۵ | ۳۷ | غرش در برونکس                     | 紅番區              | Elaine                                 | جکی چان           | استنلی تانگ            |
| ۱۹۹۵ | ۳۸ | پدرم قهرمان است                   | 給爸爸的信          | Inspector Fong                         | جت لی             | کوری یوئن              |
| ۱۹۹۶ | ۳۹ | Twinkle Twinkle Lucky Stars 1996  | 運財智叻星          | Herself                                | -                 | وانگ جینگ              |
| ۱۹۹۶ | ۴۰ | زن کیست، مرد کیست                 | 金枝玉葉۲           | Fan Fan                                | لسلی چونگ         | پیتر چان               |
| ۱۹۹۷ | ۴۱ | هجده چشمه                         | 半生緣              | Gu Manlu                               | -                 | ان هوی                 |
| ۲۰۰۱ | ۴۲ | وو ین                             | 鍾無艷              | Emperor Qi                             | -                 | وای کافای              |
| ۲۰۰۱ | ۴۲ | وو ین                             | 鍾無艷              | Great Great Great Great Great Ancestor | -                 | جانی تو                |
| ۲۰۰۱ | ۴۳ | نیمه شب پرواز                     | 慌心假期            | Michelle                               | -                 | چونگ چی-لئونگ چونگ     |
| ۲۰۰۱ | ۴۴ | بیایید در کنار هم بخوانیم         | 男歌女唱            | Chu Wai Tak                            | دایو وانگ         | مت چاو                 |
| ۲۰۰۱ | ۴۵ | 'رقص یک رؤیا                      | 愛君如夢            | Tina Cheung                            | اندی لاو          | اندرو لاو              |
| ۲۰۰۲ | ۴۶ | ژوئیه راپسودی                     | 男人四十            | Lam Man-Ching                          | جکی چونگ          | ان هوی                 |

## تلویزیون

### TVB
| Year | Title                            | Chinese name |
| ---- | -------------------------------- | ------------ |
| ۱۹۸۳ | بوسه‌های تابستانی، اشک‌های زمستانی | 香江花月夜   |

## جوایز موسیقی
- جوایز آواز استعدادهای جدید برنده ۱۹۸۲
- 10 طلای جامد یشم جایزه بهترین خواننده زن ۱۹۸۵—۱۹۸۹
- جایزه فیلم هنگ کنگ برای بهترین بازیگر نقش مکمل زن ۱۹۸۵ برای پشت خط زرد
- جشنواره و جوایز فیلم اسب طلایی برای بهترین بازیگر زن ۱۹۸۸ برای رژ گونه
- جشنواره فیلم آسیا پاسیفیک جوایز بهترین بازیگر زن ۱۹۸۹ برای رژ گونه
- جوایز فیلم هنگ کنگ برای بهترین بازیگر زن ۱۹۸۹ برای رژ گونه
- جوایز فیلم هنگ کنگ برای بهترین بازیگر نقش مکمل زن ۱۹۹۸ برای هجده چشمه
- جایزه باهینیای زرین برای بهترین بازیگر نقش مکمل زن ۱۹۹۸ برای Eighteen Springs
- جایزه سوزن طلایی RTHK 1998
- جشنواره فیلم چانگچون برای بهترین بازیگر زن ۲۰۰۲ برای راپسودی جولای